# 赤いアモーレ
『赤いアモーレ』（Non ti muovere）は、2004年のイタリア映画。マルガレート・マッツァンティーニの『動かないで』を夫のセルジオ・カステリットが映画化。
イタリアのアカデミー賞と言われるドナテッロ賞の主演男優賞と主演女優賞を受賞。

## ストーリー
外科医ティモーテオは手術中に一人娘が交通事故で運ばれたことを知らされる。危篤状態の娘の前で立ち尽くしているティモーテオは、かつて愛した女性を思い出す。

## キャスト
- イタリア：ペネロペ・クルス
- ティモーテオ：セルジオ・カステリット
- エルサ：クラウディア・ジェリーニ